# Bercimuel
Bercimuel es un municipio y localidad española de la provincia de Segovia, en la comunidad autónoma de Castilla y León. Cuenta con una población de 36 habitantes (INE 2024).

## Geografía

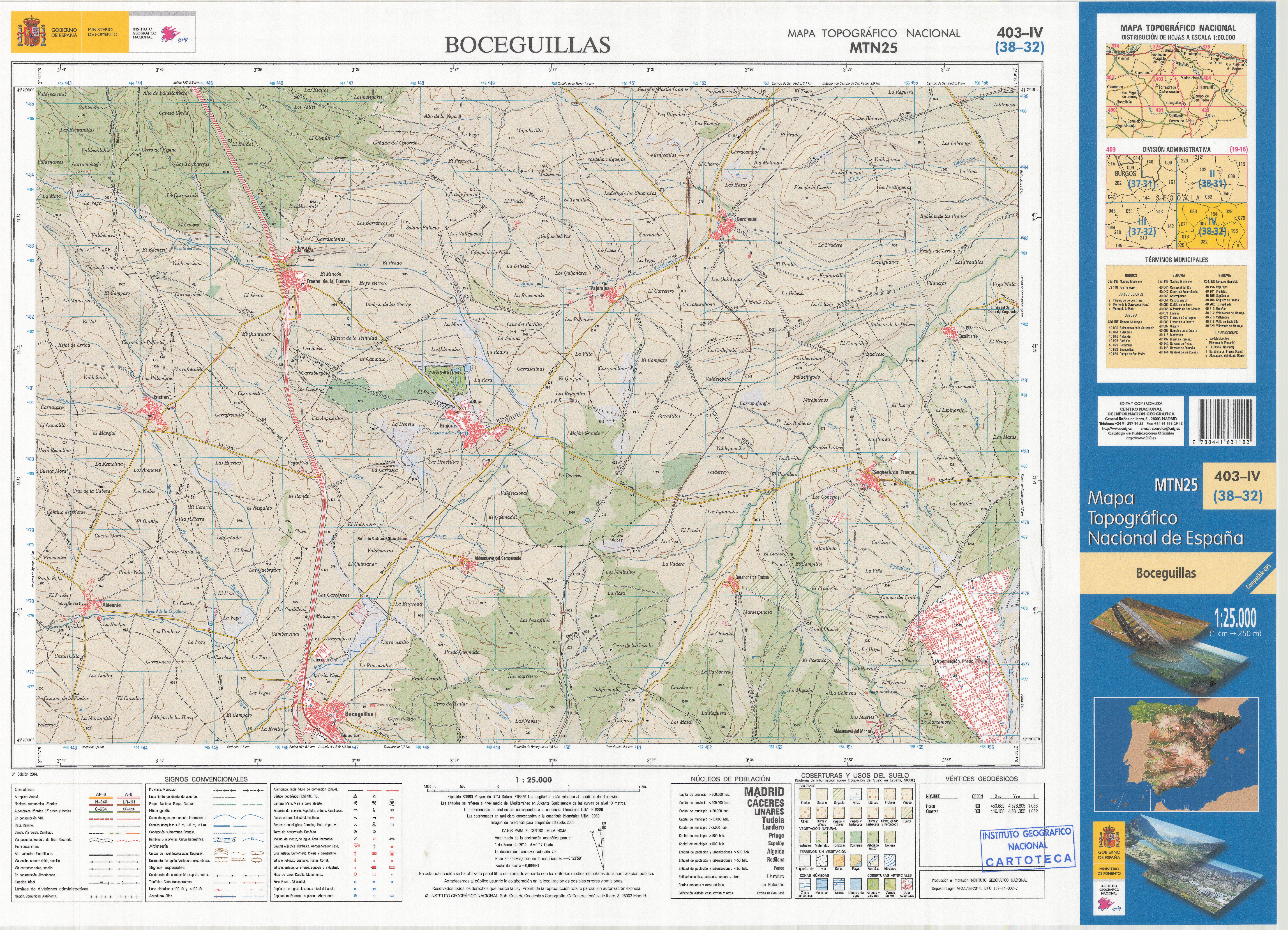
Fragmento de la hoja 403 del Mapa Topográfico Nacional de España de 2014 en el que se representa Bercimuel

| Noroeste: Cedillo de la Torre | Norte: Cilleruelo de San Mamés | Noreste: Campo de San Pedro |
| Oeste: Pajarejos              |                                | Este: Fresno de Cantespino  |
| Suroeste: Pajarejos           | Sur: Sequera de Fresno         | Sureste: Sequera de Fresno  |

## Historia
Es de fundación o repoblación medieval en tiempos de la Reconquista, y pertenece desde entonces a la Comunidad de Villa y Tierra de Sepúlveda, en su ochavo de Bercimuel, del que es capital. Sepúlveda y su tierra pertenecieron siempre al realengo, sin solución de continuidad.

## Demografía
Cuenta con una población de 36 habitantes (INE 2024).
| Gráfica de evolución demográfica de Bercimuel entre 1828 y 2021 |
| |
| Población según el Diccionario geográfico-estadístico de España y Portugal de Sebastián Miñano. Población de derecho según los censos de población del INE. Población de hecho según los censos de población del INE. |

## Símbolos
El escudo heráldico y la bandera que representan al municipio fueron aprobados oficialmente el 17 de agosto de 2021. El escudo se blasona de la siguiente manera:

«Escudo de forma española. Blanco, una mata de siete juncos o berceos, en esmalte verde con la médula esponjosa o semillero superior rojo, superada de corona real castellana de ocho florones –cinco de ellos vistos–, de oro, con cuatro perlas, tres rubíes rojo y dos esmeraldas verdes; campaña ondada de ondas de azul y blanco. bordura rojo cargada de cinco llaves blanco, puestas en palo, con la clave a la siniestra y cinco castillos de oro (o amarillo), donjonados de tres donjones, más alto el central, almenados y clarados de azul, distribuidos alternadamente en su campo. Al timbre, Corona Real de España.»
Boletín Oficial de Castilla y León nº 127/2021 de 02 de julio de 2021

La descripción textual de la bandera es la siguiente:

«Bandera de dimensiones 2:3, por mitad horizontal, con bordadura. En el centro rectangular del paño, por mitad horizontal, de esmalte azul la superior y blanco la inferior, una mata de siete juncos o berceos amarillos, puesta en su centro o en abismo, superada de corona real castellana amarilla, de ocho florones, cinco de ellos vistos, con perlas y pedrería (rubíes –tres– y esmeraldas –dos–), rojos y verdes), respectivamente. Bordadura de campo rojo, cargada de cinco llaves de color blanco, con la clave mirando al batiente, y cinco castillos de amarillo, donjonados de tres torres, más alta la central, almenados y clarados de azul, puestos alternadamente, a razón de dos llaves en el cantón diestro superior y siniestro superior, dos en 
los flancos diestro y siniestro, y una en el centro inferior, y un castillo en el centro superior), dos en los flancos diestro y siniestro, y dos en el cantón diestro inferior y cantón siniestro inferior.»
Boletín Oficial de Castilla y León nº 127/2021 de 17 de agosto de 2021

## Administración y política
Lista de alcaldes
| Periodo   | Nombre | Partido | Partido   |
| --------- | --- | ------- | --------- |

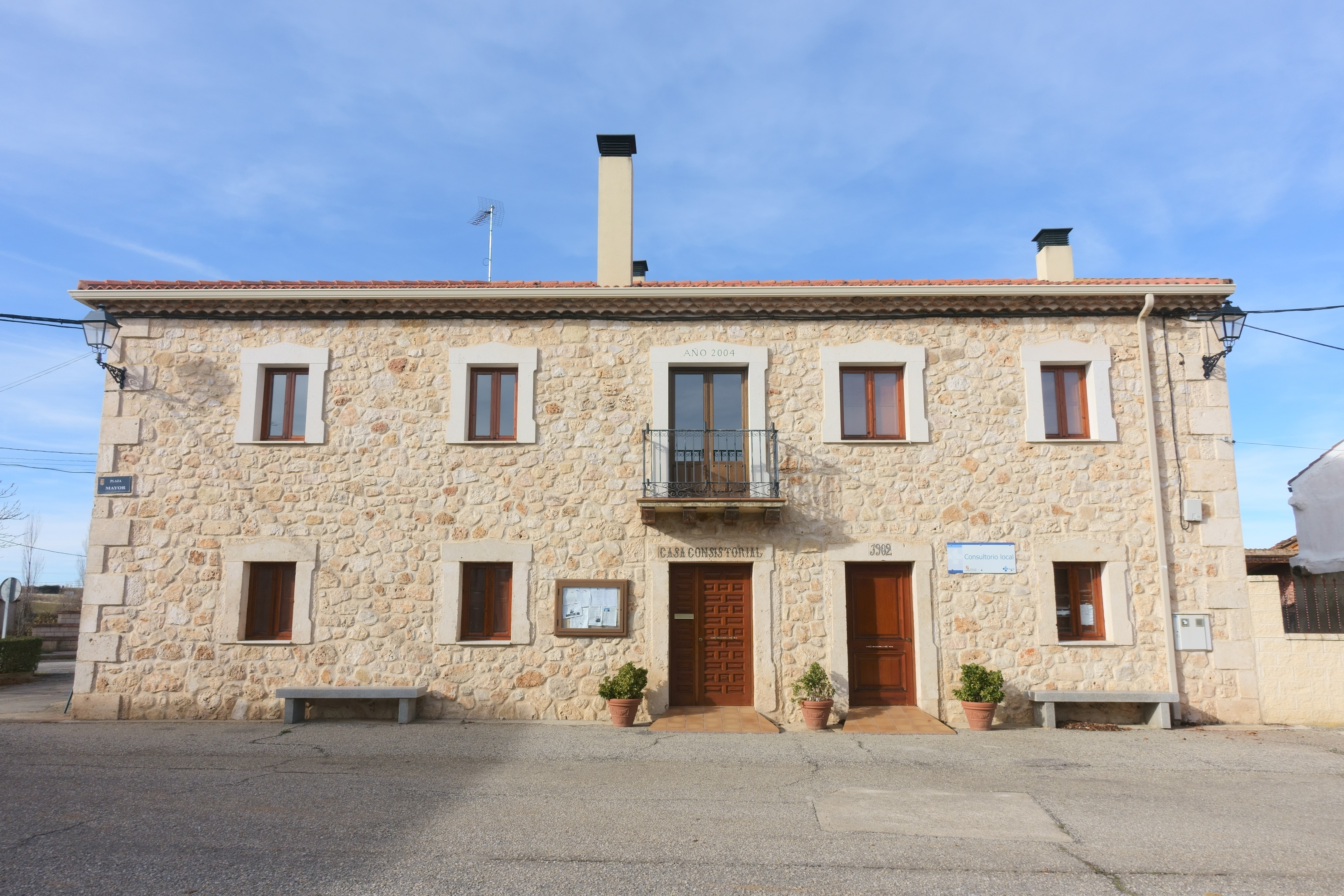
Casa consistorial

| 1979-1983 | José Luis Santamaría Marina |         | UCD       |
| 1983-1987 | José Luis Santamaría Marina |         | AP-PDP-UL |
| 1987-1991 | Jesús Ángel Martín Ramos |         | PDP       |
| 1991-1995 | Jesús Ángel Martín Ramos |         | PSOE      |
| 1995-1999 | Jesús Ángel Martín Ramos |         | PP        |
| 1999-2003 | María Rosario Cano López |         | PP        |
| 2003-2007 | Jesús Ángel Martín Ramos |         | PP        |
| 2007-2011 | Jesús Ángel Martín Ramos |         | PP        |
| 2011-2015 | Juan Sanz Águeda |         | PSOE      |
| 2015-2019 | Juan Sanz Águeda |         | PSOE      |
| 2019-2023 | Juan Carlos Martos Quesada (06.2019 - 07.2019)Juan Sanz Águeda (07.2019 - 01.2020)Miguel Ull Laita (01.2020 - 01.2021)Alexandra Sofia Velho de Nascimiento (01.2021 - 2023) |         | PSOE      |
| 2023-act. | Iván López Martín |         | PP        |

## Cultura

### Patrimonio

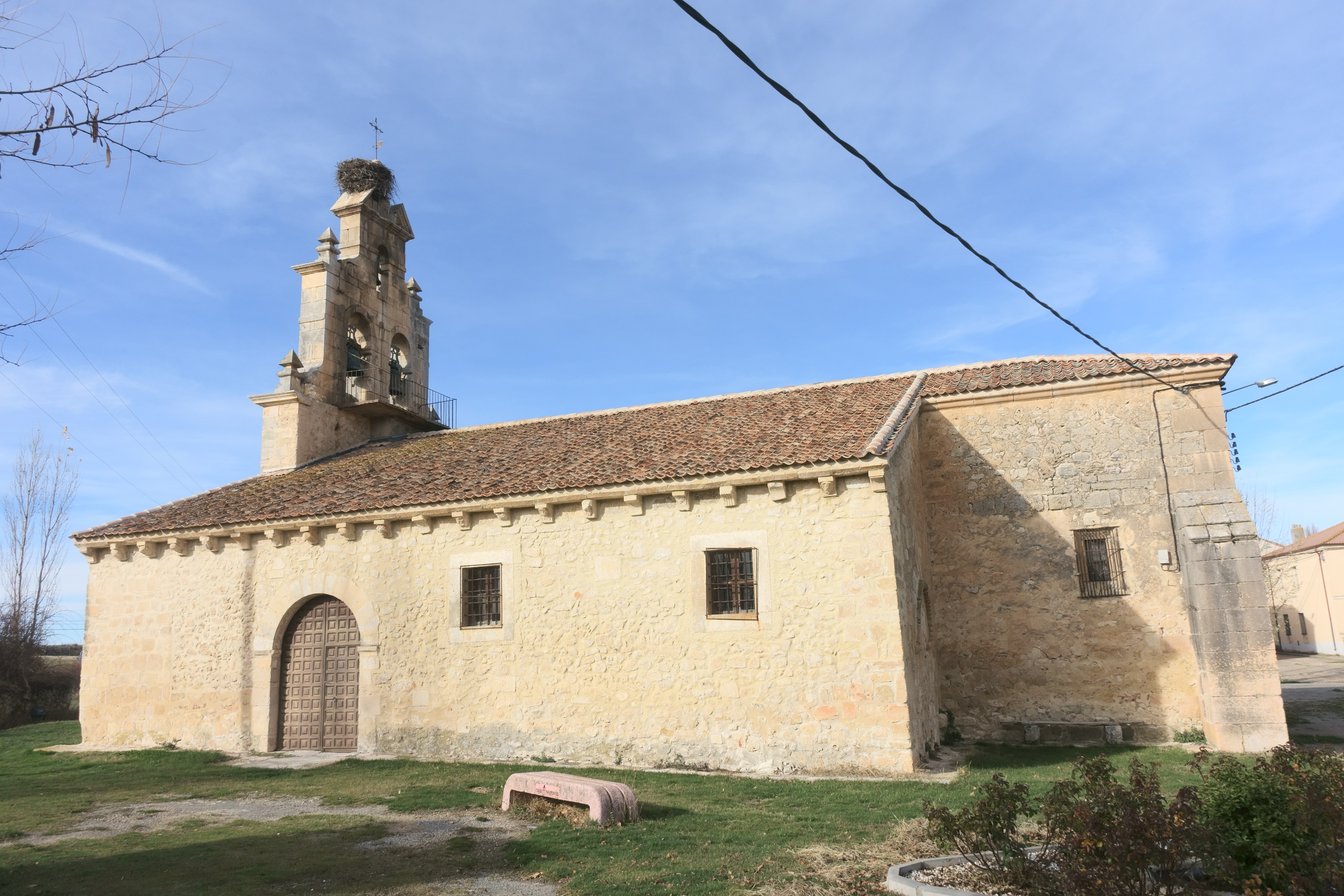
Iglesia de Santo Tomás

- Iglesia de Santo Tomás Apóstol, de estilo románico, en la que se conserva un retablo de San Juan Bautista con pinturas de estilo manierista;
- Pilón.

### Fiestas
- Primer domingo de julio, fiestas de Santo Tomás.
- Segunda quincena del mes de agosto, se celebra la semana cultural.
- Primer domingo de octubre, se celebra la fiesta de la Virgen del Rosario.